# 紀元前57年
紀元前57年（きげんぜん57ねん）は、ローマ暦の年である。

## 他の紀年法
- 干支 : 甲子
- 日本
  - 崇神天皇41年
  - 皇紀604年
- 中国
  - 前漢 : 五鳳元年
- 朝鮮
  - 新羅 : 赫居世元年
  - 檀紀2277年
- 仏滅紀元 : 487年
- ユダヤ暦 : 3704年 - 3705年

## できごと

### ローマ
- 執政官 - プブリウス・コルネリウス・レントゥルス・スピンテルとクィントゥス・カエキリウス・メテッルス・ネポス
- ガリア戦争
  - 5月 - アクソナ川の戦いでガイウス・ユリウス・カエサルがガルバ率いるベルガエの軍を破った。
  - 6月 - サビス川の戦いでユリウス・カエサルがネルウィ族を破った。
  - 9月 - ユリウス・カエサルがトンゲレンを包囲し、占拠した。

### パルティア
- ミトリダテス3世がパルティア王になった。

### アジア
- ヴィクラマーディティヤによるヴィクラマ時代が始まった。
- 赫居世居西干が新羅の初代の王になった。
- 光州広域市が建設された。

## 死去
- フラーテス3世、パルティア王
- クレオパトラ5世、プトレマイオス朝のファラオ・女王